# 양
양(羊, 학명: Ovis aries)은 우제목 소과에 속하는 가축화된 포유류이다. 양속에는 아르갈리와 같은 야생종도 있으나 일반적으로 양이라고 하면 가축으로 기르는 양을 가리킨다. 전세계에서 사육되는 개체수는 약 1억 두가 조금 넘고 몇몇 아종과 품종이 있다. 어린양을 뜻하는 한자는 고(羔)이다.
양과 가장 가까운 생물로는 무플론이 있으며 중동 지역에서 가축화되어 전세계로 전파되었다. 농업의 시작과 함께 가장 먼저 가축화된 동물 가운데 하나로 양모, 양고기, 양유 등을 얻기 위해 길러졌다. 양모는 동물의 털 가운데 가장 널리 쓰이는 섬유 재료로 양털깎이를 통해 채집된다.
양고기는 선사시대에서 현대에 이르기까지 유라시아 여러 문화의 중요한 단백질원이고, 양은 인류의 여러 문화에 깊은 영향을 주었다. 그리스 신화의 황금 양모는 신성한 상징으로 이해되고 한자의 미(美)는 원래 큰 양을 형상한 것이다.
오늘날 양은 펠트와 같은 직물 산업과 낙농업을 위한 주요 가축이자 생물 과학에서 모델 생물로 사용되기도 한다. 양을 기르는 목양업은 여전히 세계 여러 나라의 주요 산업이다. 오늘날 주요 목양 국가로는 오스트레일리아와 뉴질랜드 등이 있으며 중남미의 각국도 목양업의 규모가 크다. 유럽의 경우 브리튼 제도의 목양업이 비교적 큰 규모를 지닌다.

## 역사
양의 정확한 진화 계통은 밝혀져 있지 않다. 가장 널리 받아들여지는 가설 가운데 하나는 무플런(Ovis gmelini)의 아시아 아종 가운데 하나를 길들였다는 것이다. 유럽무플런(Ovis aries musimon)은 무플런에 속하는 것들 가운데 양과 가장 가까운 동물이다. 개가 인류와 공생의 관계에서 가축으로 발전된 것을 제외하면 양은 최초로 가축화 된 동물들 가운데 하나이다. 양의 가축화는 기원전 1만1천년에서 기원전 9천년 사이 메소포타미아 지역에서 시작된 것으로 추정되며 기원전 7천년 무렵 인더스 지역의 메르가르에서도 독자적으로 가축화 하였을 수 있다. 가축화 된 양은 서남아시아에서 서유럽에 이르는 여러 지역에서 길러지며 품종개량이 이루어졌다. 양은 고기를 얻을 목적으로 가축화 되었으나 시간이 지나면서 젖, 가죽, 털 등도 함께 얻을 목적으로 길러졌다. 이란 지역에서 발견된 상을 보면 기원전 6천년 무렵에는 이미 양털을 깍아 이용한 것으로 보인다. 양모를 이용한 직물 가운데 오래된 것으로는 기원전 4천년 - 3천년 정도로 추정되는 것이 남아있다.
양이 가축화 된 이후 목양은 빠르게 유럽으로 전파되었다. 오늘날 프랑스 남부 마르세이유 근처인 샤토뇌프 레 마르티그에서 기원전 6천년 무렵의 목양 흔적이 발견되었다. 고대 그리스는 문명의 성립 시기부터 이미 양을 주요 가축 가운데 하나로 삼고 있었고, 양 마다 이름을 붙여 부르는 관습이 있었다. 고대 로마 역시 대규모로 양을 길렀으며 로마 제국의 확대에 따라 유럽 전역에 목양을 전파하였다. 대 플루니우스는 《박물지》에서 양과 양모에 대해 많은 분량을 들여 서술하였다.
크리스토퍼 콜럼부스 이후 유럽인들은 아메리카를 식민지화 하면서 양도 함께 전파하였다.

## 특징
양은 소형 반추동물로 대개 풍성한 양모를 지니고 있고 종종 크게 나선형으로 말린 뿔이 있다. 가축화된 이후 야생 근연종과 달리 유형성숙이 두드러진다. 몇몇 품종은 짧은 꼬리와 같은 야생 근연종의 특징을 보전하고 있는 것도 있고, 반대로 품종 개량이 계속되면서 뿔이 크게 발달하지 않는 품종도 생겨났다.
털색의 변화 역시 가축화된 이후 생겨난 특징이다. 야생 근연종의 털색은 갈색이 주종을 이루며 어둡거나 밝은 다양성을 보이지만, 가축화된 양의 털은 품종에 따라 흰색에서 갈색까지의 변화를 보이고 때로는 얼룩 무늬가 있기도 하다. 흰털은 가축화 초기부터 사람들이 선호하여 인위적으로 선택한 결과이지만 색상이 있는 쪽이 우성이기 때문에 오늘날 길러지는 흰 양들 가운데도 간혹 색이 있는 털을 가진 양이 태어난다. 양모 시장에서는 흰털이 압도적인 양으로 거래되고 있으나 수공 방적을 위해 색상 있는 털도 틈새시장으로 거래된다. 양모는 양의 부위마다도 길고 짧음이 다르고 품종에 따라서도 다르기 때문에 양모 시장에서는 상업적 이용을 위해 양모를 정해진 기준에 따라 선별한다. 양은 품종에 따라 다양한 크기와 무게 범위를 지니고 있다. 양의 크기는 품종개량의 결과 품종마다 유전되는 특징이다. 암컷의 경우 대략 45 - 100 Kg 정도, 수컷의 경우 45 - 160 Kg 정도이다.
양의 치아는 유치가 다 떨어져 나간 뒤 20개가 남았다가 다 자라면 32개가 된다. 다른 반추동물과 같이 아랫턱에만 나는 크고 단단한 앞니 뒤로 이가 자라지 않는 치격 구간이 있고 그 뒤로 어금니들이 있어 단단한 앞니로 풀을 끊어 내고 입안 뒤쪽의 어금니로 으개어 먹기 쉬운 구조로 되어 있다. 아랫턱의 앞니는 대개 8개로 보지만 앞니 6개와 변형된 송곳니 2개라고 보는 견해도 있다. 생후 몇 년 사이에는 앞니가 유치였다가 빠져나가고 영구치가 자라기 때문에 이를 보면 나이를 짐작할 수 있다. 생후 4년 정도면 앞니가 모두 영구치로 교체된다. 영구치는 교체되지 않기 때문에 살아가면서 점차 닳게 되며 손실이 발생하면 건강에 영향을 미친다. 일반적으로 목초지에 방목되는 양의 수명은 10 - 12년 정도이고 오래산 경우 20년 정도이다.
양은 뛰어난 청각을 지니고 있으며 소음에 민감하다. 눈은 수평으로 난 틈 모양의 동공이 있고 시야각은  270°- 320°정도로 고개를 돌리지 않고도 주변의 거의 모든 상황을 살펴볼 수 있다. 대부분의 양은 머리에 나는 털의 길이가 짧아 시야를 가리지 않지만 몇몇 종은 머리털도 길어 시야를 방해하는 경우가 있다. 한 번에 넓은 영역을 보는 것과 달리 깊이 감각은 없어서 목초지에 생긴 구덩이에 그늘이 지면 종종 발을 헛딛기도 한다. 이 때문에 양은 그늘을 피해 밝은 곳에 있으려는 경향을 보이고 그늘이 없는 언덕 위로 올라간다. 양은 후각도 뛰어나다. 다른 양속의 모든 동물과 같이 눈 앞과 다리에 냄새샘이 있는데 이 샘의 역할은 불분명하지만 얼굴의 냄새샘은 짝을 찾는데 쓰일 것으로 보인다. 다리의 냄새샘 역시 같은 용도일 수도 있고 무리의 냄새를 남겨 길을 찾기 위한 용도일 수도 있다.

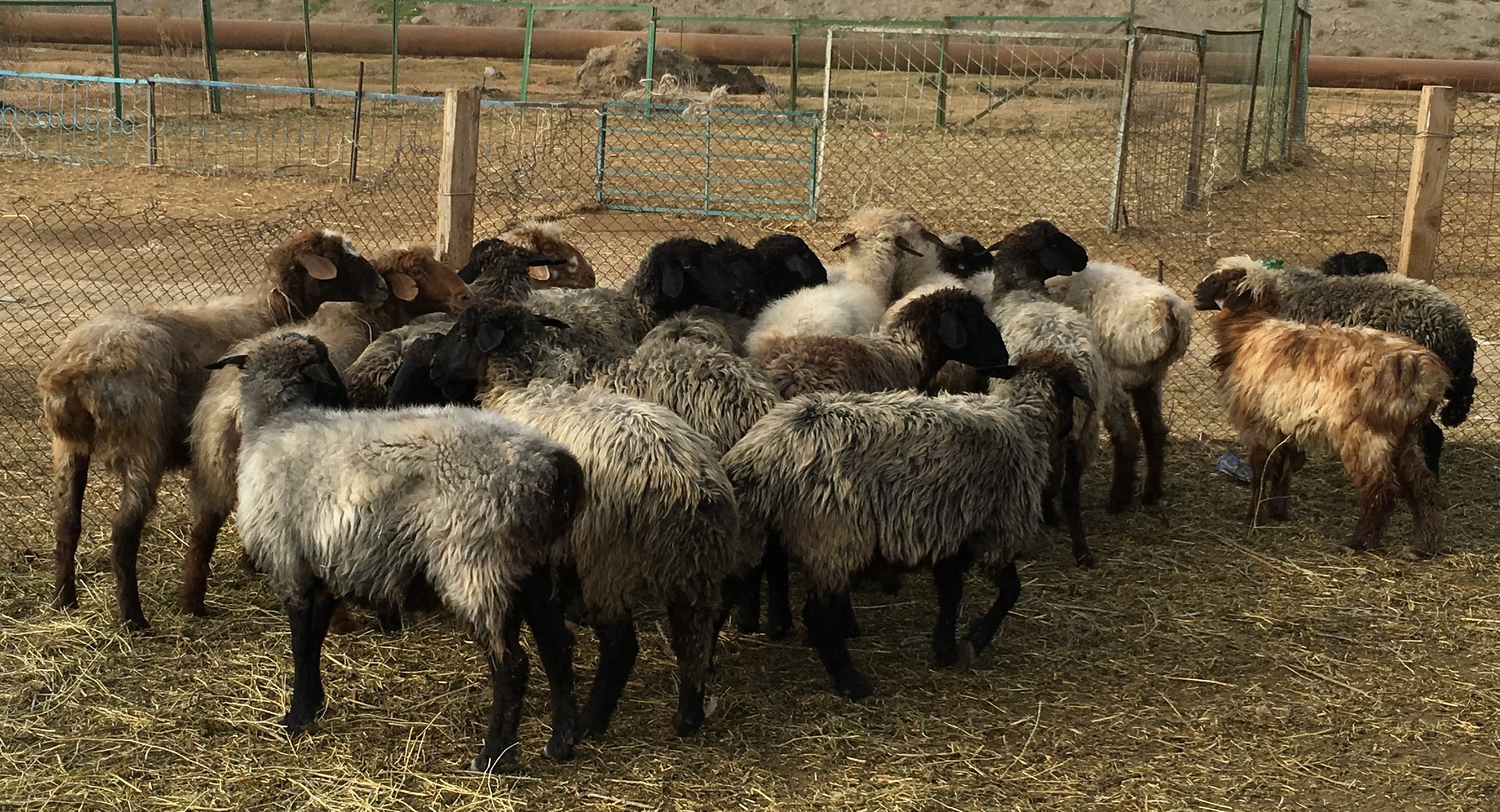
투르크메니스탄의 양
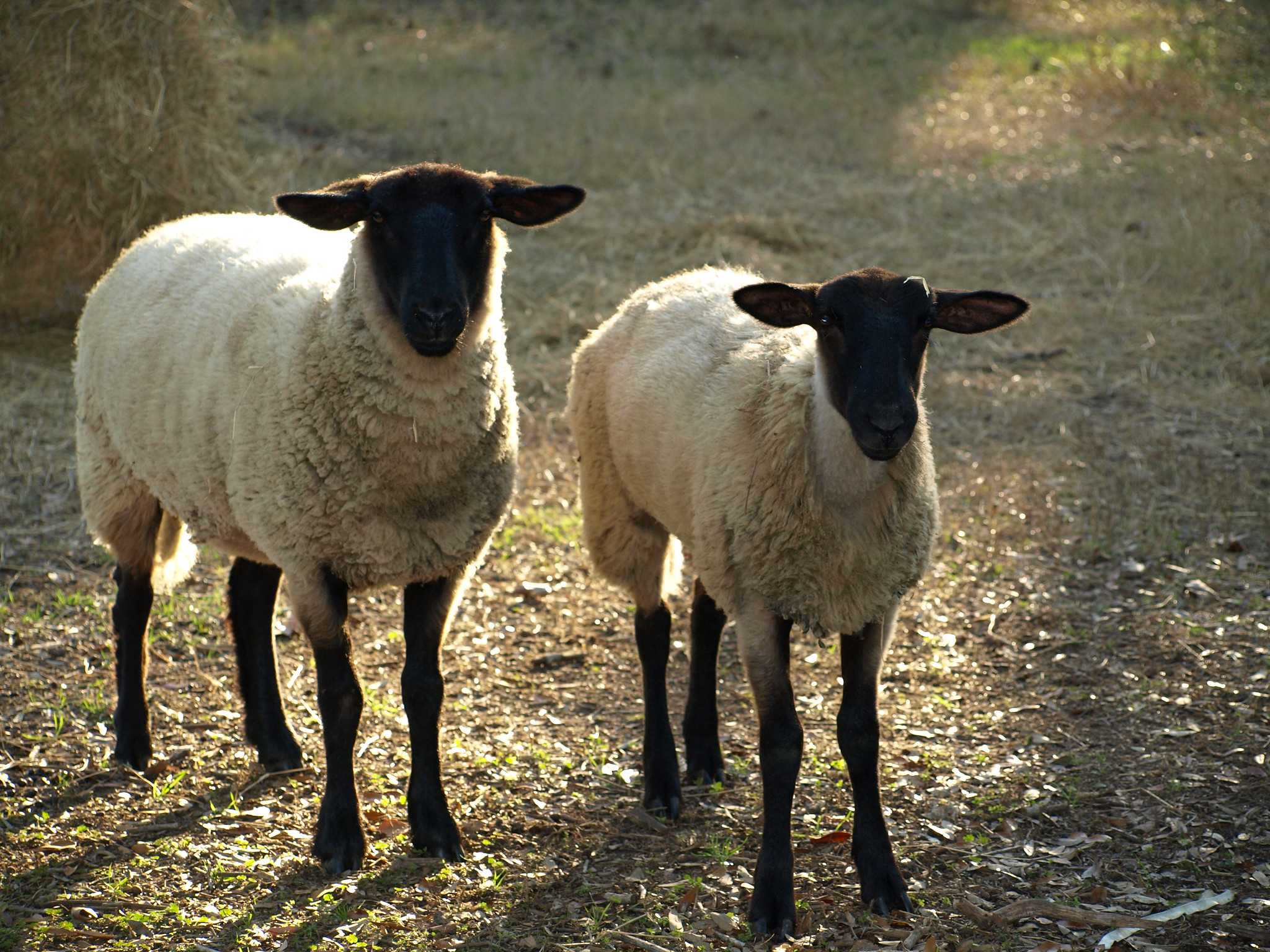
서퍽은 짧은 털과 검은색 머리를 지녔다. 양고기를 얻기 위해 사육되며 미국 목양 두수의 60%를 차지한다.
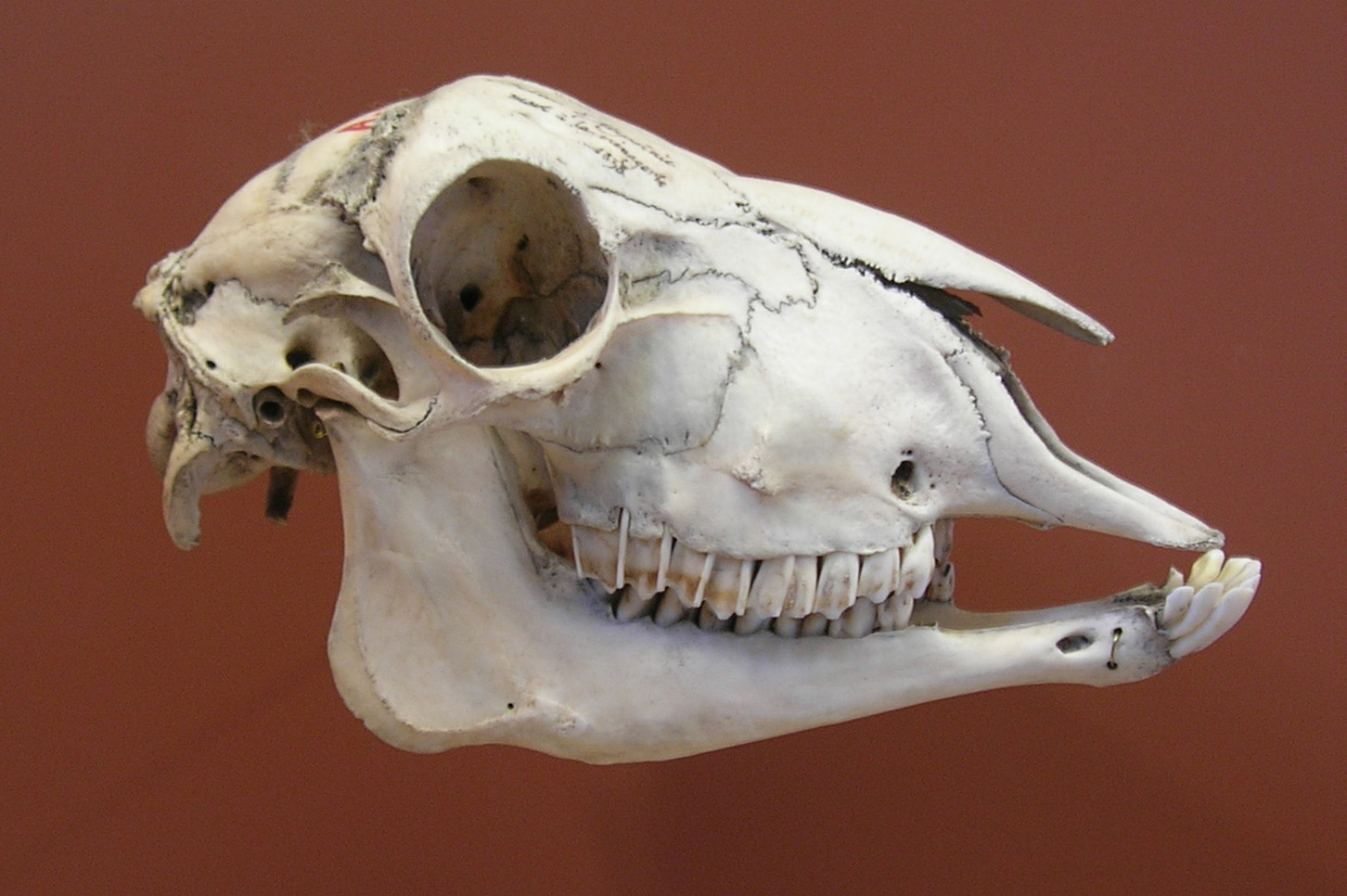
양의 머리뼈

### 염소와 비교
염소는 양과 함께 양족에 속하며 진화 계통수에 가까이 있는 동물이다. 그러나 유전체의 차이가 분명한 서로 다른 종이어서 둘 사이의 교배로 태어난 잡종인 기프는 생식 능력이 없다. 생김새 가운데 두드러진 차이로는 염소의 턱 아래 나는 수염, 양의 처진 꼬리 등이 있고 양모를 얻기 위해 품종개량된 메리노와 같은 양들은 풍성한 털이 두드러진다. 뿔의 경우 양은 둥글게 말려 나는 경우가 일반적이며 염소의 경우 뾰족하게 뒤로 굽는다. 발정기의 수컷은 두 종 모두 경쟁하는 수컷에 대해 머리를 들이 받는 행동을 하는데 염소의 경우 매우 격렬하지만 양의 경우엔 그렇지 않다.

### 품종
양은 오래전 부터 품종들이 개량되어 현재 약 200 개 이상의 품종이 알려져 있다. 자세히 구분하는 경우엔 1천여 품종을 나누기도 하지만 이렇게 나뉜 품종이 모두 공인되고 있지는 않다. 유엔식량농업기구의 1993년 보고서는 양의 품종을 863 종으로 구분하였고 1995년 보고서에선 1314 종으로 서술하였으나 2006년에는 1229 종으로 나타내었다. 이러한 차이는 조사 당시의 조건에 따른 것으로 유엔식량농업기구는 전통적인 재래종의 경우 기르는 민족 별로 품종을 기록하였기 때문에 동일한 품종이 중복 집계될 수 있다. 대부분의 양은 양모, 양고기, 양젖 등의 단일한 산물을 위해 품종이 개량되었지만 간혹 둘 이상의 산물을 얻을 목적으로 개량되기도 하였다. 품종이 개량된 목적에 따라 품종을 나누고 거기에 털의 색, 꼬리의 길이, 뿔의 크기, 원래의 품종에서 지역화된 개량 형태 등을 기준으로 품종을 나눈다. 영국의 경우엔 고지대 품종과 저지대 품종을 구분하기도 한다. 양의 꼬리는 두툼하고 짧은데 아시아와 아프리카 쪽의 양들 꼬리가 더 큰 편이다.
양모를 위해 개량된 품종은 메리노가 대표적으로 전세계로 전파되어 지역화되었다. 반면 옥스퍼드 다운스와 같은 양들은 양고기를 얻기 위해 개량되었는데 성장 속도가 매우 빠르고 얼굴이 검은 것이 특징이다. 대개 털이 길게 자라는 양모용 품종은 성장 속도가 느리다. 뉴질랜드의 코리데일은 중간 길이의 양모를 지닌 품종으로 양모와 양고기 둘 다 얻기 위해 개량되었다. 양이 없던 지역에 새로 양을 들여 간 뒤로는 현지에서 지역화 된 품종이 개량된다. 콜럼비아 양은 미국에서 최초로 개량한 품종으로 영국의 링컨 양을 바탕으로 개량된 것이다.
양탄자에는 중간 길이의 양모가 사용되는데 이를 위해 특별한 품종이 개량되었지만 오늘날에는 그 수가 많지 않아 다른 양모용 품종의 털들이 사용된다. 서남아시아 지역의 양들 가운데 많은 수는 양고기를 얻기 위해 사육되고 있다. 양젖을 얻는 낙농용 양은 그 수가 많지 않고 대개 양모나 고기를 얻으면서 부산물로 얻는 경우가 많지만 양질의 젖을 생산하는 몇몇 품종은 순전히 낙농을 위해 길러지고 있다. 낙농용 양의 젖에는 그렇지 않는 일반 양에 비해 유지방과 단백질이 풍부하다. 양들 가운데는 펠트를 만들거나 양가죽을 얻기 위해 짧은 털을 지니도록 개량된 품종도 있다. 남아프리카의 도퍼가 대표적이다. 이 경우엔 양고기와 가죽, 펠트를 얻기 위해 기른다. 털이 짧은 양은 별도의 양털깍이가 필요치 않아 기르기가 쉬운 편이다.
오늘날 대단위 기업 운영이 일반화 되면서 가족 단위 지역 농장은 존폐 위기를 맞고 있고 이에 따라 다수의 재래 품종 역시 사라질 위기에 처했다. 영국의 희귀 품종 생존 기금은 22 개의 재래 품종이 각 품종마다 3천 두 미만의 개체수를 기록하고 있다고 보고하였고 가축 보호 운동은 14개 품종이 절멸 위험에 처해 있다고 발표하였다. 성장 속도나 양모 생산에 뛰어나지 않은 재래종은 기업적 목양에서 제외되기 때문이다. 희귀 재래종의 보전을 주장하는 단체들은 품종 등록을 통한 미래의 생물 자원 확보와 소농의 생존 등을 보전 이유로 말한다.

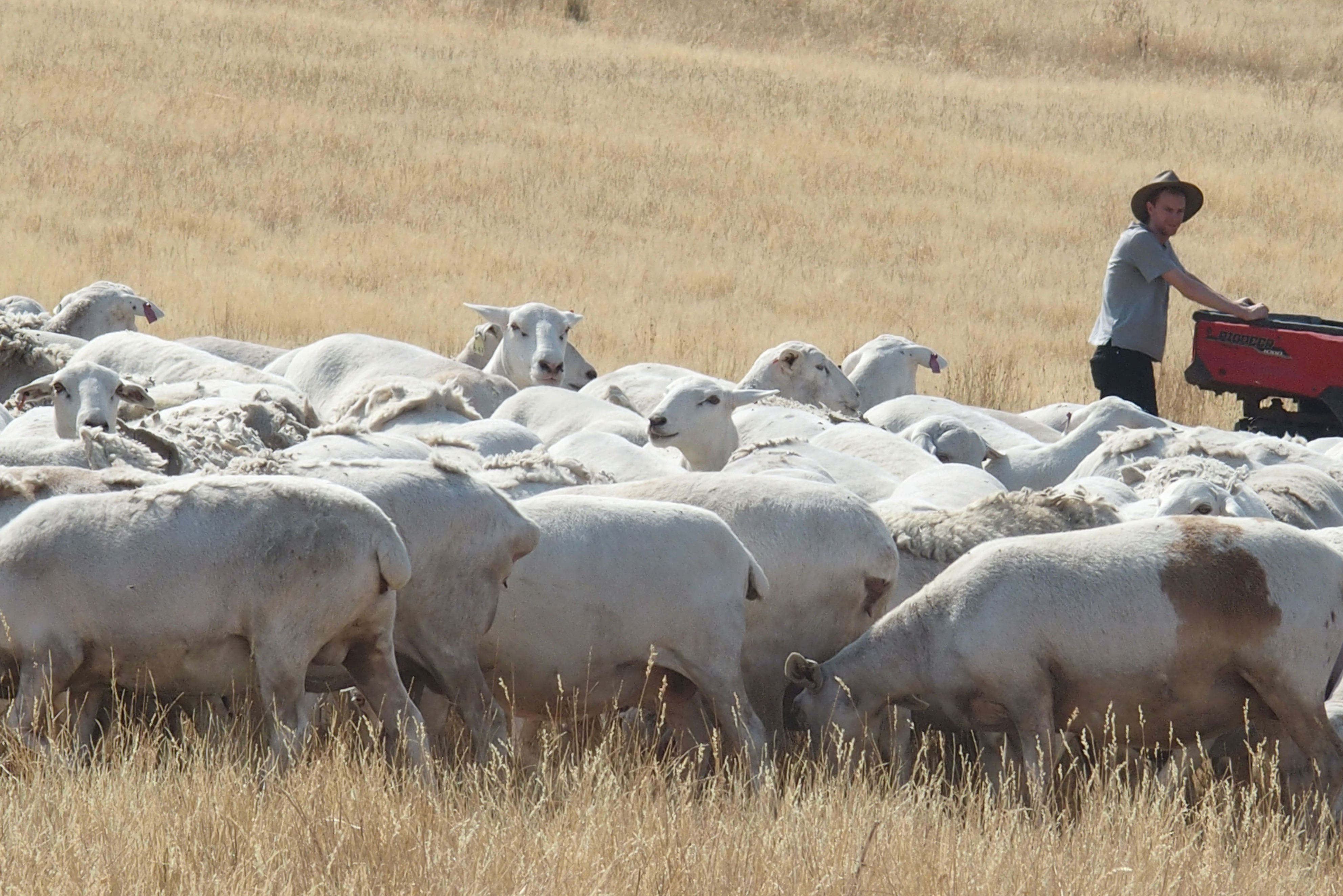
오스트레일리아 빅토리아주의 오스트레일리아 흰양은 지역 기후에 맞추어 개량되었다.
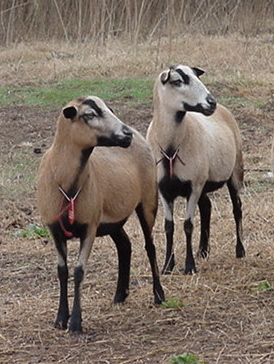
바르바도스 블랙벨리는 카리브해 지역에서 개량된 짧은 털 양이다.
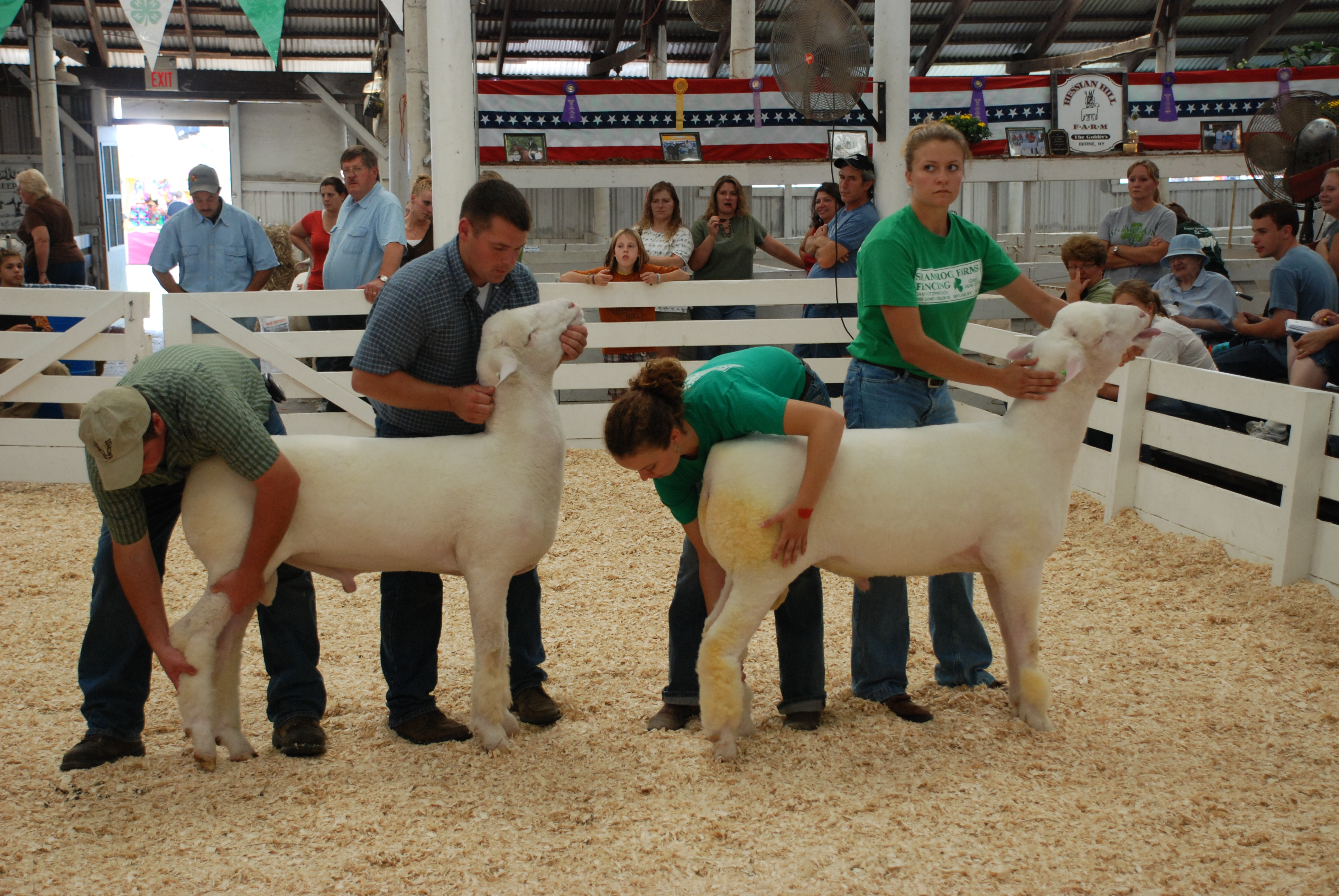
양의 품종 표준을 검사하고 있다.

## 소화

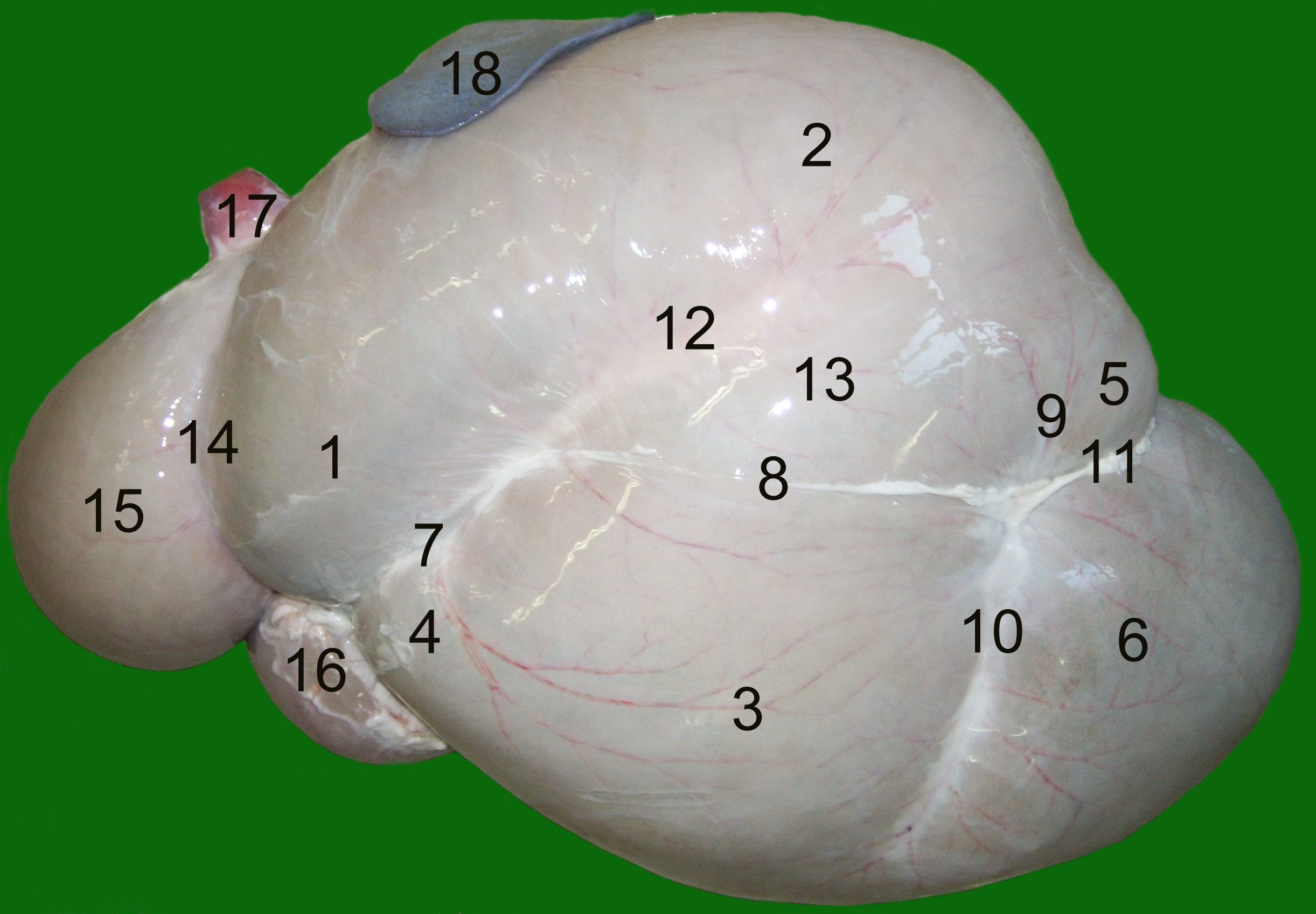
양의 반추 체계

양은 반추동물로 복합적인 소화계를 지닌다. 나뭇잎도 먹는 염소와 달리 땅 위로 자라는 풀만 먹는다. 양의 위는 다른 반추동물과 같이 혹위, 벌집위, 겹주름위, 주름위로 나뉜다. 이는 미생물의 도움을 받아 식물의 셀룰로스를 단순한 탄수화물로 분해하기 위한 것이다. 입으로 뜯은 풀은 일단 혹위로 들어간다. 혹위는 대략 19 - 38 리터의 풀을 담을 수 있고 미생물의 도움을 받아 풀을 발효시킨다. 발효된 풀은 셀룰로스가 분해된 뒤 벌집위로 간다. 벌집위에서 일부 소화된 풀입은 입으로 게워져 되새김질을 한고 이렇게 되새김질 된 것이 겹주름위와 주름위를 지나며 소화된다. 이 때문에 방목하는 양은 풀을 뜯지 않을 때도 항상 무언가 씹고 있는 모습을 보인다.
반추동물의 혹위 미생물은 대표적인 포유류-미생물 공생 관계를 보인다. 혹위에는 60여 종의 세균, 30여 종의 섬모충류, 수 종의 편모충류와 곰팡이, 효모 등이 공생하고 있다. 이들은 모두 혐기성 미생물로 반추동물의 위는 산소가 거의 없고 일정한 온도와 습도가 유지되어 이들 미생물의 생장에 알맞은 환경을 갖추고 있다. 혹위에서 발효되어 벌집위로 옮겨진 소화물은 그 곳에서 일부 소화되며 동그란 덩어리형태로 뭉치고 다시 입으로 게워진다. 이렇게 게워진 덩어리를 되새김하면서 더 잘게 부수고 침을 섞은 뒤 겹주름위로 보낸다. 겹주름위를 통과하면서 소화될 수 있는 대부분의 영양분이 잘게 분해된 뒤 주름위로 이동한다. 주름위는 작은창자로 소화물을 이동하기 전 마지막으로 분해작업을 하는데 이 부분이 인간의 위장과 같은 역할을 하기 때문에 종종 주름위를 "참위"라고 부르기도 한다.
양은 목초지의 풀과 함께 건초를 사료로 사용하여 기른다. 간혹 품종에 따라 목초만을 주는 경우도 있지만 어느 품종이건 겨울철 싱싱한 풀이 없을 때에는 건초만으로도 기를 수 있다. 양도 다른 동물과 같이 소금과 같은 염분이 필요하다. 일부 지역엔 자연적으로 형성된 함염지가 있어 앙떼를 그곳으로 몰아가기도 한다. 자연적인 염분 섭취가 어려우면 염분 보충제를 사료와 함께 사용한다. 다른 대부분의 가축과 같이 양도 구리와 같은 중금속에 취약하기 때문에 사료의 금속이온 함유량에 유의하여야 한다.
양은 주행성으로 새벽에서 해지기 전까지 풀을 뜯고 밤에는 쉬면서 되새김질을 한다. 양에게 알맞은 목초지는 잔디 같은 낮은 풀이 자라는 곳이 아니라 벼과, 협과, 광엽초본 등이 다양하게 자라는 수풀이다. 비옥한 토질에서 거친 황무지까지 다양한 환경에서 잘 적응하며 자연적인 초지와 목초를 파종한 목초지 역시 가리지 않는다. 대부분의 식물을 잘 소화하지만 도토리류, 토마토, 주목 나무의 구과, 철쭉과 같은 진달래속의 잎 등은 독성 작용을 일으킨다.

## 습성

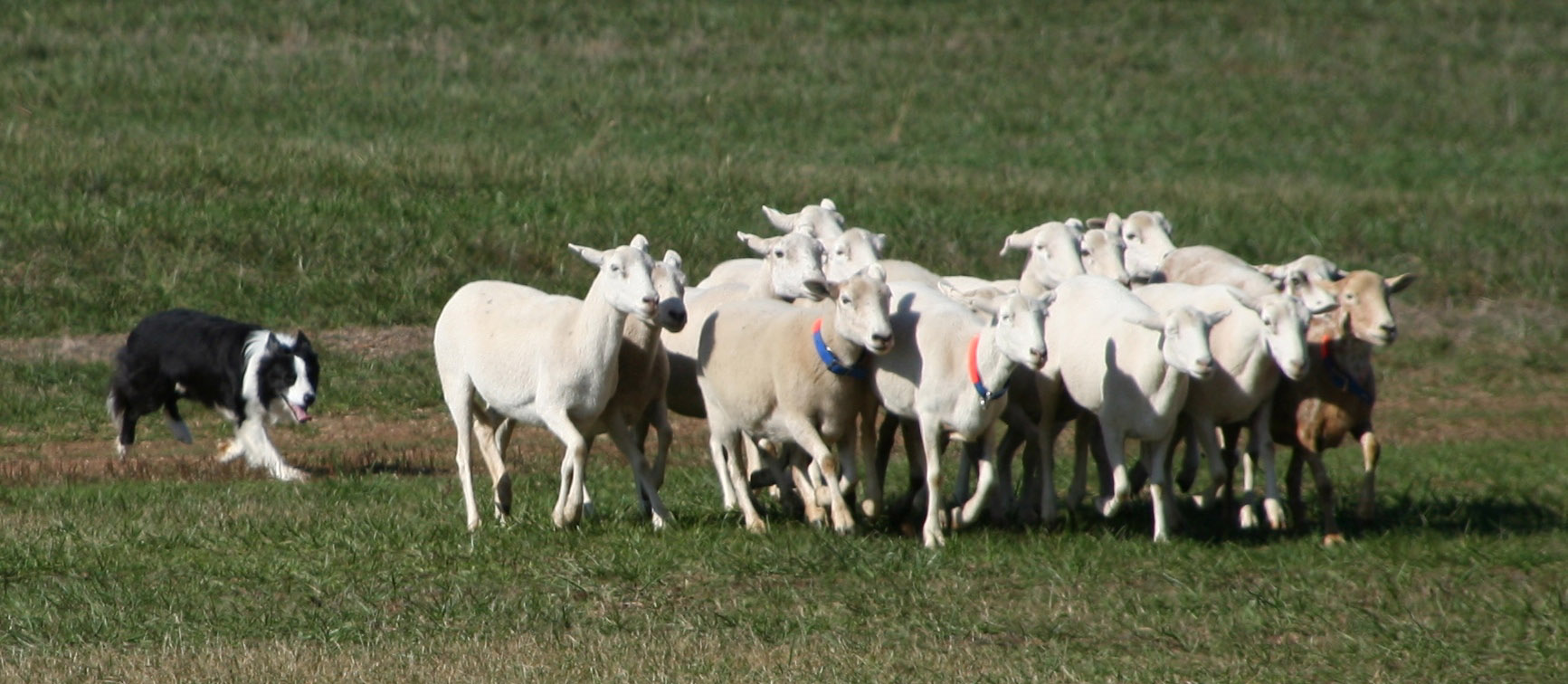
양몰이 개가 양떼를 몰 수 있는 것은 양이 무리를 짓는 습성이 있기 때문이다.

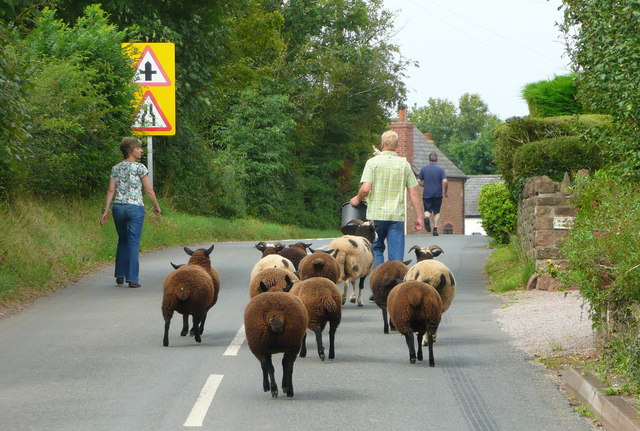
작은 규모의 양떼를 모는 가장 좋은 방법은 사료통을 앞세우는 것이다.

### 무리짓기
양은 무리를 짓는 습성이 있다. 무리에는 지배서열이 있어서 우두머리가 향하는 방향으로 다른 무리들이 따른다. 이 때문에 우두머리만 먼저 다루면 손쉽게 다른 무리를 새 목초지로 이동시킬 수 있는데, 이러한 습성 때문에 가장 먼저 가축화 될 수 있었을 것이다. 더욱이 선사 시대에 양과 함께 주요 사냥감이었던 말사슴이나 가젤과 달리 양은 자신의 영역을 지키려 들지 않는다. 양들은 무리를 지을 때 서로 가까이 뭉치지만 군집의 밀도는 품종마다 다르다. 이렇게 다닥다닥 붙어 무리를 지은 양들은 우두머리가 먼저 움직이는 방향을 따라 함께 이동한다. 서로 다른 품종이 섞여 무리를 이루더라도 별다른 문제 없이 무리를 유지하여 이동할 수 있다. 이 때문에 양떼는 종종 매우 큰 무리로 불어날 수도 있다. 목양은 별다른 울타리가 없는 너른 목초지에서 이루어 지는 경우가 많고 목초지와 목초지 사이를 이동하기도 한다. 양들은 무리를 지어 지내면서 자신들의 활동 영역을 보고 익힌다. 무리 전체가 경험하지 못한 지역으로 옮겨진다면 축사와 목초지를 오가는 경로를 새로 가르쳐야 한다.
양의 수가 적더라도 서너 마리 정도만 넘으면 무리를 짓는다. 천적의 등장과 같은 위험에 처하면 도망치려 하지만 궁지에 몰릴 경우 단단히 뭉쳐서 머리를 들이받거나 발길질을 하는 방식으로 저항한다. 자연적인 천적이 없는 지역의 양들은 방어 행동을 하지 않기 때문에 무리를 지어도 밀착하지는 않기도 한다.
양의 무리짓는 습성을 이용하면 영국의 구릉지 방목과 같이 별도의 울타리가 없는 너른 초지에서도 양을 몰아가며 방목할 수 있다. 보다 편리한 양몰이를 위해 양몰이 개를 이용하기도 한다. 사람에게 사료를 공급받은 경험이 있는 양들은 사료통을 든 사람을 따라다니기 때문에 무리의 수가 적다면 사료통을 앞세워서 양을 몰기도 한다.

### 우두머리
양은 먹이 활동, 암컷을 두고 벌이는 경쟁, 무리내 지위 등을 두고 지배서열을 정한다. 수컷들은 서로의 머리를 들이받으며 우열을 정하고 이렇게 지배서열의 정점에 선 양은 무리에서 가장 먼저 풀을 뜯고 가장 먼저 움직이며 무리를 이끈다. 숫양들은 뿔의 크기가 큰 것의 우세를 인정한다. 큰 뿔을 지닌 것은 들이받기를 통한 서열 경쟁에서도 작은 뿔보다 유리하다. 품종마다 무리 전체의 서열을 엄격히 유지하는 것도 있고 그렇지 않은 것도 있다. 메리노는 무리 전체가 수직적인 서열을 갖는 반면 보더 레스터는 그 보다 덜 엄격하다. 양떼의 이동에서 지배서열은 매우 중요하지만 우두머리가 이들 무리를 자발적으로 이끄는 것인 지에 대해서는 명확한 연구가 없다.

### 지능
양은 종종 인지 능력이 낮다고 여겨진다. 급작스런 상황을 맞으면 무리가 순식간에 통제되지 않기 십상이기 때문이다. 그러나 일리노이 대학교 시스템의 연구에 따르면 양의 지능은 돼지나 소보다 약간 떨어지는 정도이다. 양은 무리 안에 있는 다른 양들의 얼굴과 사람의 얼굴을 개별적으로 구분할 수 있고 몇 년이 지나도 기억한다. 50 마리 양의 얼굴 각각을 2년 이상 기억하고 양들과 사람의 얼굴을 알아보고 따라간다. 양들도 사람과 비슷하게 측두엽과 전두엽의 기능이 구분되어 있으며 우뇌의 기능이 보다 두드러진다. 양은 오랜만에 만나는 낯익은 사람이나 양들을 보면 평소와 다른 감정적인 행동을 한다. 오랫동안 끈기있게 가르치면 양은 자신의 이름을 알아들을 수 있고 고삐를 매어 다니던 길로 앞장서게 할 수 있다.

### 울음 소리
양은 울음 소리로 소통한다. 울음 소리는 개체마다 차이가 있고 서로의 소리로 누구인지 구분할 수 있다. 새로 태어난 양은 어미와 함께 생활하며 몇 주에 걸쳐 울음 소리로 소통하는 법을 배운다. 양은 연령과 상황에 따라 다른 소리를 낸다. 양이 내는 소리는 상황에 따라 곤경, 혼란, 조바심 등의 표현일 수 있다. 고통스러울 때 양은 오히려 소리를 내지 않는다. 반면 무리에서 떨어져 고립되면 보다 자주 울어댄다. 임신 중인 암컷은 우리에 있을 때 끙끙대는 소리를 낼 수도 있다. 요란한 큰 소리는 주로 수컷이 내지만 발정기에는 암컷이 수컷의 주의를 끌기 위해 큰 소리를 내기도 한다. 한 마리가 큰 소리를 내기 시작하면 종종 무리 전체로 퍼져나가 모두 소리를 내기도 한다.

## 감각

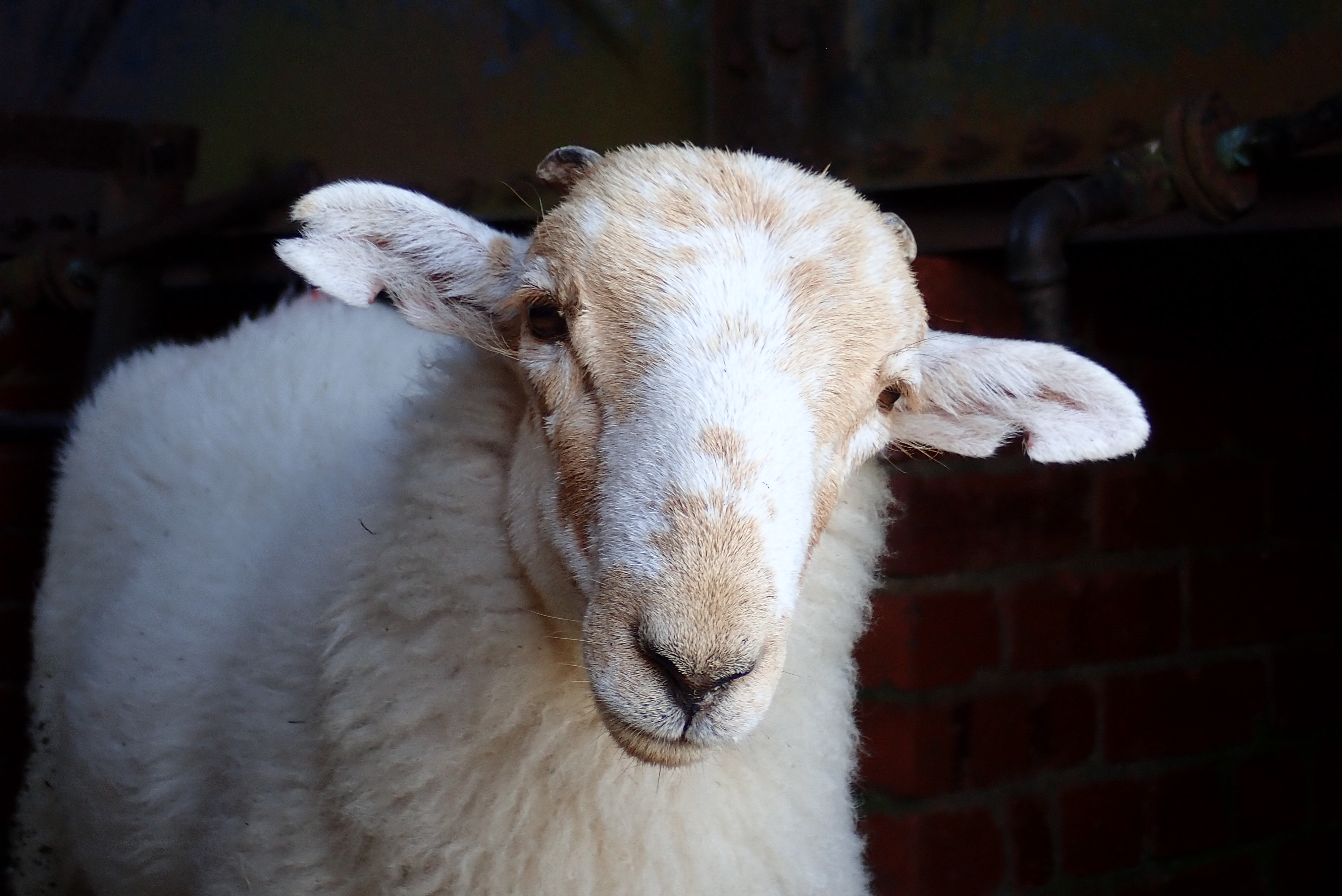
궁금한 표정으로 카메라를 바라보는 웰시 마운트 양

양모가 눈을 가리는 품종이 아니라면 대부분의 양은 넓은 지역을 한 번에 볼 수 있다. 양의 시야각은 298°에서 325° 사이로 평균 313.1°이다. 두 눈의 시야가 겹치는 구간의 각도는 44.5°에서 74°사이로 평균 61.7°이다. 메리노와 같이 머리 주위까지 털이 풍성하게 자라는 품종은 자라난 양모 때문에 다른 품종에 비해 시야가 좁지만 선천적인 것은 아니기 때문에 양털깍이를 해서 털이 짧을 때에는 다른 품종의 양들과 같이 넓은 시야를 보인다. 품종에 따라 뿔이나 귀와 같은 것도 시야를 방해할 수 있다. 양의 경우 원시는 매우 드물고 난시도 흔하지는 않다. 양의 시각은 중간 거리에서 먼 거리의 사물을 한 번에 확인하는 데 유리하다. 반면에 양은 촛점 조절은 할 수 없어 특정 대상과의 가깝고 먼 거리를 인식하지는 못한다. 눈의 휘판에 맺히는 상은 특정 대상이 정물화처럼 또렷히 보이는 것이 아니라 풍경화와 같이 주변 전체를 담는다. 양이 거리 감각을 느낄 수 있는 것은 코끝 바로 앞에 놓인 사물 뿐이다. 양은 깊이감을 포기한 대신 고개를 돌리지 않고도 주변을 거의 모두 한 번에 살필 수 있는 시야각을 지니게 되었다. 양이 고개를 돌리지 않고 살필 수 없는 "사각" 지역은 자신의 발끝 정도이다. 양 역시 색상구분하는데, 명암과 함께 적색, 황색, 녹색을 구분할 수 있다. 무리의 소통에도 시각은 중요한 역할을 담당한다. 양은 항상 무리 속의 다른 양들을 살펴보고 있다. 양들은 풀을 뜯다가도 가끔 고개를 들어 무리의 상황을 살핀다. 이렇게 함으로써 양은 풀을 뜯다 무리에서 홀로 떨어져 나가는 것을 예방한다. 양은 무리에서 떨어져 나가 고립되면 극도의 스트레스를 받는다. 양을 홀로 둘 수 밖에 없을 때는 거울을 설치하는 것이 스트레스 완화에 도움이 된다.
양은 단맛과 신맛, 쓴맛을 느낀다. 단맛이 나는 풀을 더 선호하고 쓴맛이 나는 풀은 기피한다. 맛 뿐만 아니라 식감도 따진다. 양은 보다 수분이 많은 연한 식물을 좋아한다.
숫양은 보습코기관을 이용하여 암컷의 발정 주기를 냄새로 확인한다. 한편 암컷의 보습코기관은 자신이 낳은 새끼를 확인할 때 쓰인다.

## 생식

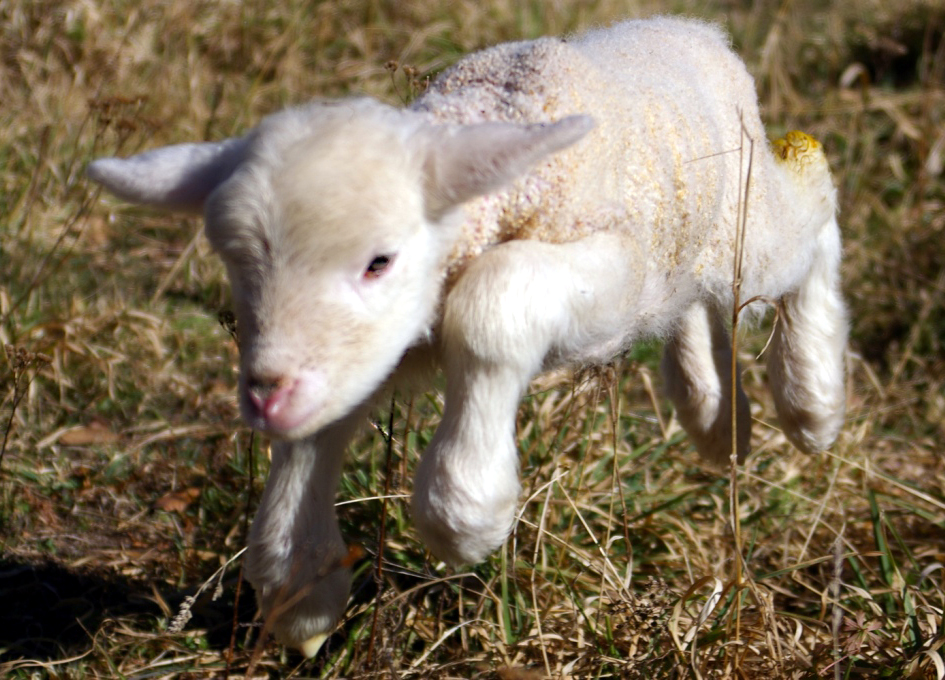
새끼양의 걸음마

양은 한마리 숫컷이 여러 암컷과 교미하는 생식 특성을 보인다. 무리 지어 생활 하는 동안에는 양떼의 우두머리가 발정기를 맞은 암컷과 교미하는 것이 일반적이지만, 품종개량을 할 때는 의도적으로 선택된 수컷만을 암컷과 함께 두어 교미가 이루어지게 한다. 대부분의 양들은 일년에 한 철에만 짝짓기를 하는 발정기를 맞는다. 북반구인 미국의 노스캐롤라이나주의 경우 9월에서 이듬해 1월 사이,  남반구인 오스트레일리아의 퀸스랜드주의 경우 2월에서 6월 사이가 짝짓기철이다. 암양은 보통 생후 6개월에서 8개월 정도가 되면 임신할 수 있고, 숫양은 생후 4개월에서 6개월이면 생식이 가능해 지지만 품종마다 성숙 시기가 크게 차이가 난다. 핀란드 양의 암컷은 생후 3개월 이후면 임신이 가능하지만, 메리노는 적어도 18개월 이상 자라야 짝짓기를 할 수 있다. 짝짓기 철을 맞은 암양의 배란 주기는 17일 정도로 가임 시기에 수컷이 알아볼 수 있는 뚜렷한 표식을 보인다. 포유류의 다른 종들처럼 양 역시 일부가 동성애 성향을 보이는데, 대략 8% 정도이다. 암양의 경우도 수컷에 관심을 보이지 않거나 생식 기능이 발달하지 않는 경우가 있다.
야생화 한 양의 경우 발정기에 들어선 숫양은 서로를 들이받으며 공격적인 행동을 한다. 때로는 상대를 죽이는 경우도 있는데 특히 무리에서 함께 자라지 않는 낯선 양에게 공격적이다. 기르는 양의 경우 의도적으로 분리하여 기르기 때문에 서로를 죽이는 일은 일어나지 않지만, 이 시기엔 평소 순하던 것들도 거칠어져서 간혹 사람도 공격하는 경우가 있다.
짝짓기가 끝나면 암컷은 잉태를 하게된다. 임신 기간은 대략 5개월 정도이다. 출산은 한 마리가 태어나는데 대략 한시간에서 세시간 정도 걸린다. 보통 한 배에 한 마리 또는 두 마리의 새끼를 낳는다. 출산 이후 얼마 동안은 어미와 새끼를 작은 별도의 우리에 두어 수컷이나 무리의 다른 암컷이 새끼를 다치게 하는 일을 막는다.
태어난 지 수 주가 지나면 무리의 다른 양들과 합사하고 이 즈음에 귀를 뚫어 표식을 달지만 태어난 지 1주 정도 뒤에 귀를 뚫는 경우도 있다. 귀표식을 일찍하는 측에선 태어난 지 얼마 지나지 않은 쪽이 귀를 뚫을 때 고통이나 스트레스가 적고 회복도 빠르다고 주장한다. 첫 예방접종은 보통 생후 10주에서 12주 사이에 한다. 종종 출산을 3주 정도 앞둔 암컷에게 예방접종을 하여 모체를 통해 자연스럽게 항체가 전달되도록 하는 경우도 있다. 이렇게 하면 모체에서 항체가 가장 왕성하게 생성되는 시점에 출산 시기를 맞출 수 있다. 태어난 수컷은 바로 도살하거나 별도로 기른다. 양은 성적 성숙이 매우 빠르기 때문에 이렇게 해야 의도치 않는 짝짓기를 막을 수 있다. 양을 기르는 과정에서 일어나는 이 모든 일들에 대해 동물의 권리를 주장하는 단체들은 비판의 목소리를 내고 있지만, 농장주는 귀를 뚫고 접종하고 분리 사육하는 것은 모두 한 시기에 집중되는 일시적 일일 뿐이라고 말한다.

## 건강

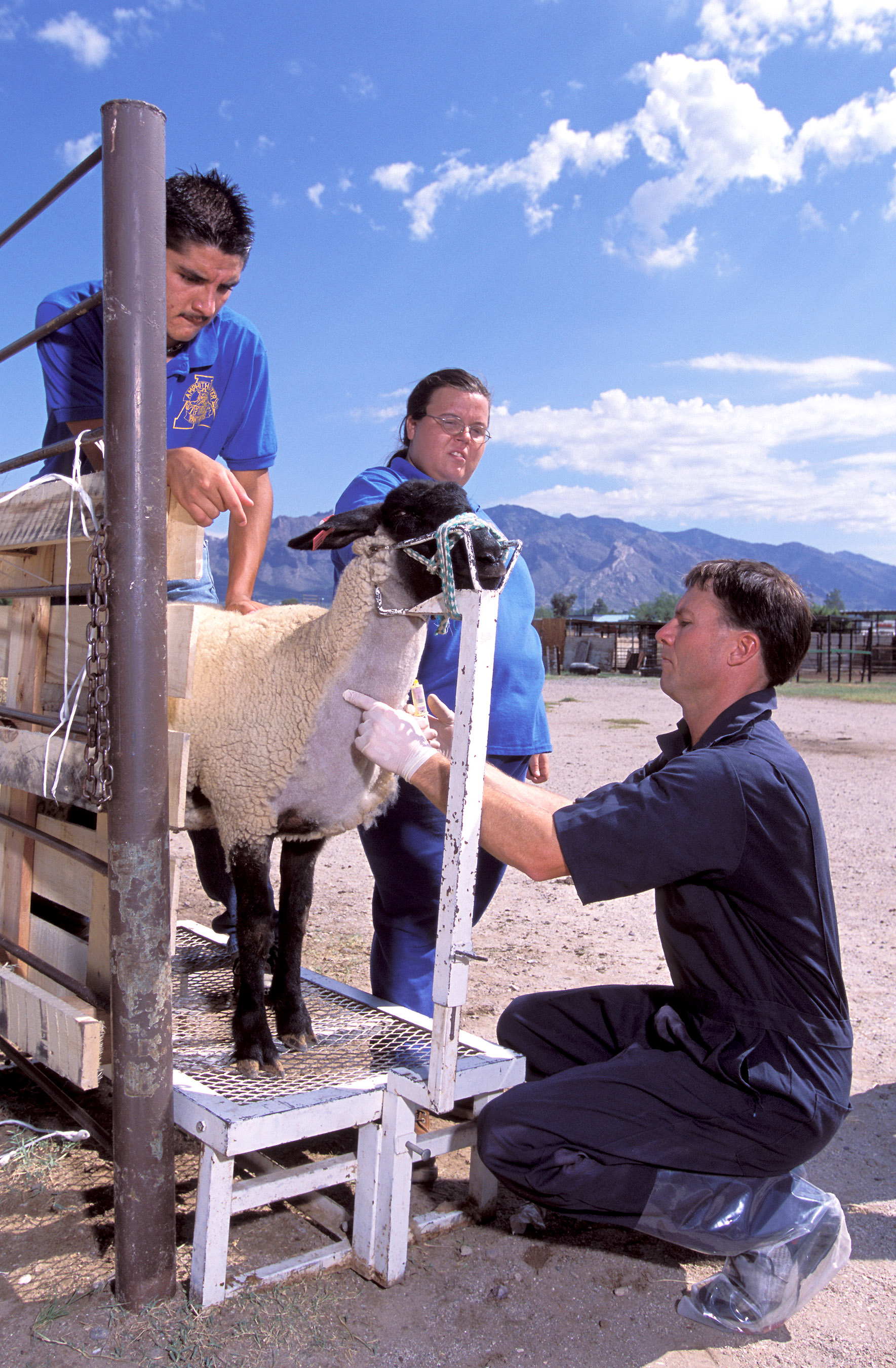
진전병 검사를 위해 혈액을 채취하고 있는 모습

양은 중독, 감염, 부상 등으로 병들 수 있다. 다른 초식 동물과 같이 양도 포식자의 표적이 되지 않기 위해 병들어도 아픈 티를 내지 않도록 진화되었다. 그러나 병든 양은 적게 먹고, 울음 소리가 잦고, 움직임이 활달하지 않는 것과 같은 특정 행동을 보인다. 역사적으로 양을 가축화한 오랜 기간 동안 양치기는 양의 증세를 알아볼 수 있는 방법을 고안했고 이를 토대로 몇 가지 민간 요법을 사용해 왔다. 미국과 같은 나라는 양고기의 식품안정성 규제를 위해 양의 치료에 사용할 수 있는 약품을 제한하고 있다. 그러나 허용 약물 이외의 것이라도 치료에 필요하다면 예외적인 허가를 하고 있는 추세이다. 20세기 이후 소수의 농장에서 동종요법, 식물 생약, 중의학 등 이른바 대체 치료를 도입하기도 하였다. 이러한 대체 요법은 몇 가지 사례 증거를 통해 유용하다고 주장되고 있지만, 과학 학술지에 실린 연구 결과는 이러한 요법이 별다른 효용이 없다고 보고하고 있다. 기생충을 예방, 치료하는 구충제와 감염병 치료를 위한 항생제의 사용 여부는 유기농 인증의 기준 가운데 하나이다.
여러 사육자들은 질병 예방에 보다 중점을 둔다. 병든 양을 분리시키고 축사의 청결을 유지한다. 양떼가 다른 무리와 접촉하지 않도록 하면서 새 양을 들일 땐 한달 가량의 검역 분리를 통해 감염병의 확산을 방지한다. 검역 기간 동안 고립된 양의 스트레스 감소를 위한 별도의 조치도 필요하다. 스트레스가 커지면 면역계가 약화될 수 있다. 파스튜렐라성 폐렴과 같이 확산되기 쉬운 감염의 방지는 특히 스트레스로 인한 면역 저하에 취약하다. 고통과 공포와 같은 상황에서 양은 과다한 아드레날린을 분비하게 되는 데 도축 직전에 이런 상황에 있다면 고기의 질에 영향을 미친다. 이 때문에 양의 사육에서는 스트레스 저감이 중요한 문제로 다루어진다.
중독의 예방 역시 중요한데, 비행기로 광범위하게 살포되는 농약이나 비료가 목축지로 넘어올 경우 피해가 발생할 수 있다. 또한 차량의 엔진 오일도 중독을 일으키기 쉬운 위험 물질이고, 부동액에 사용되는 에틸렌 글라이콜도 위험 물질이다.
감염병을 예방하기 위해 백신을 예방접종하고 몸 안팍의 기생충을 예방하기 위한 약도 조치한다. 양은 양모 틈새에 끼어들어 사는 몸 밖의 기생충과 소화 기관에 기생하는 몸 안의 기생충이 있다. 몸 안의 기생충으로는 원선충아목에 속하는 폐충 등이 대표적이다. 몸 밖의 기생충으로는 몸에 붙어 피를 빠는 이파리, 입에 알을 낳는 말파리류, 피부 속에 기생하는 쇠파리의 구더기 등이 있다. 피부 밑에 구더기가 기생하는 승저증은 발견이 쉽지 않아 구충의 골칫거리이기도 하다. 파리 구더기들이 양의 코곁굴에 들어가면 숨쉬기에 어려움을 겪고 불편해 하기 때문에 기생충 감염을 확인할 수 있는 방법으로 사용된다. 몸 밖 기생충을 제거하기 위해 약품을 스프레이로 뿌리거나 아예 약물을 채운 쉽 딥에 잠기게 하는 방법을 쓴다.
부제병은 양뿐만 아니라 염소, 소, 말 등 굽이 있는 가축들 모두가 걸리는 감염병으로 가시나 철 조각과 같은 날카로운 물건을 밟아 발바닥에 상처가 난 뒤 여러 세균이나 바이러스가 상처로 침입하여 염증을 일으키는 병이다. 양의 경우 매우 흔한 질병으로 영국의 목양지 97%에서 부제병이 관찰되었다. 부제병에 걸린 양은 잘 걷지 못하고 고통 때문에 먹이도 적게 먹는다. 요네병은 요네병균에 감염되어 일어나는 병으로 만성적인 소화기 질병을 일으킨다. 목축지가 한 번 요네병균에 오염되면 근절이 어렵기 때문에 농가가 곤란을 겪는다. 블루텅병은 바이러스성 질환으로 입안과 같은 점막이 헐고 발열 증세를 보인다. 파상풍 역시 외부 상처에 병균이 감염하여 생긴다.
양이 걸리는 대부분의 감염병은 인간에게 전파되지 않지만 전염성 농창, 탄저와 같은 몇몇 질병은 인간도 감염될 수 있다. 구제역은 사람에게 영향을 주지 않지만 사람이 병원체를 묻힌 채 여기 저기 옮겨 병이 확산될 수 있다.
미국의 경우 2004년 60만 마리의 양이 사육 중에 죽었는데 이 가운데 코요테와 같은 포식자에게 죽은 것이 37.3% 이고 각종 질병으로 죽은 것은 26.5%, 중독에 의해 죽은 것이 1.7% 이었다.

### 포식자

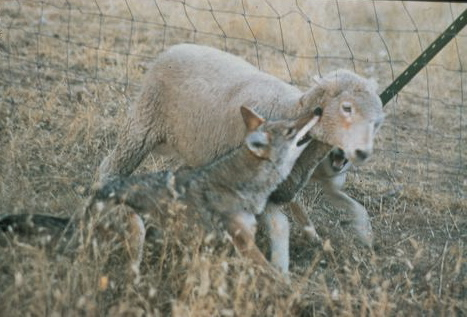
양의 목덜미를 물고 사냥하는 코요테

질병이나 기생충과 함께 포식자는 양의 주요 폐사 원인 가운데 하나이다. 양은 스스로를 방어하는 능력이 미약하기 때문에 쉽게 사냥당한다. 공격을 받은 뒤 살아남는 경우에도 피습에 의해 발생한 부상이 질병으로 이어져 사망할 수 있고, 공포로 인한 스트레스 때문에 죽기도 한다. 그러나 포식자의 존재와 위험 정도는 지역마다 크게 다르다. 아프리카나 오스트레일리아, 아메리카와 같이 넓은 지역에 방목하는 경우 포식자에 의한 위험은 무시할 수 없을 정도로 커서 2004년 미국에서 폐사 한 양 세 마리 가운데 한 마리는 포식자에 사냥당한 것이었지만 대부분의 유럽이나 일부 아시아 지역에선 포식자의 위험은 미미한 수준이다. 전 세계에서 양의 천적은 늑대와 같은 개과 동물로 지역에 따라 기르는 개가 양을 물어 죽이는 경우도 흔하다. 이 외에도 대형 고양이과 동물이나 곰, 야생화된 돼지, 까마귀 등이 양을 노릴 수 있다.
근대 이전의 경우 주변의 천적을 직접 사냥하기도 하였지만 현대에 들어 울타리를 쳐서 천적의 접근을 막는 것이 일반적이다. 지역에 따라서는 전기 울타리를 사용하기도 한다. 환경의 변화에 따라 양의 천적 다수가 멸종 위기에 처하면서 직접 사냥하는 일은 비난의 대상이 되었다.
양떼를 지키기 위해 다른 동물을 사육하기도 한다. 대개는 개를 함께 기르지만 당나귀나 경비용 라마를 기르는 경우도 있다. 때로는 소나 말과 같은 대형 초식 동물과 함께 사육하여 포식자가 쉽게 접근하지 못하게 하는 경우도 있다.

## 경제
| 국가              | 사육수 (백만 마리) |
| ----------------- | ------------------ |
| 중국              | 163.5              |
| 인도              | 74.3               |
| 오스트레일리아    | 65.8               |
| 나이지리아        | 46.9               |
| 이란              | 41.3               |
| 수단              | 40.9               |
| 차드              | 35.9               |
| 튀르키예          | 35.2               |
| 영국              | 33.6               |
| 몽골              | 32.3               |
| 에티오피아        | 31.8               |
| 파키스탄          | 30.9               |
| 알제리            | 29.4               |
| 케냐              | 27.4               |
| 뉴질랜드          | 26.8               |
| 남아프리카 공화국 | 22.1               |
| 모로코            | 21.6               |
| 러시아            | 21.1               |
| 전세계 총합       | 1,238.7            |

양은 여전히 세계 농업 경제의 중요한 한 축을 담당하고 있지만 돼지, 닭, 소와 같은 육류용 가축이 꾸준한 규모를 유지하는 것과 달리 20세기에 들어 사육 두수가 감소하였다. 직물 시장에서 양모의 중요도가 줄어들었기 때문이다. 오늘날 가장 많은 사육 수를 보이는 나라는 중국, 오스트레일리아, 인도, 이란 등이다. 뉴질랜드와 같은 나라는 사육 두수는 적지만 세계 양모 시장에 미치는 영향은 크다. 이 외의 사육 두수가 적은 나라들도 지역 경제와 틈새 시장에 많은 영향을 준다. 특히 개발도상국에서 목양 산업은 식량 안정과 직물 공급의 측면에서 지속가능한 농업의 역할을 하고 있고 양 자체가 화폐를 대신하여 물물교환의 수단으로 사용되기도 한다.

### 양모와 모피

오스트레일리아의 연도별 양모 생산량

양모는 근세 유럽에서 특히 중요한 위치를 차지하였다. 스페인은 메리노로 대표되는 품종개량과 더불어 중세 말부터 양모 생산에 주력하였고 이를 통해 막대한 부를 축적할 수 있었다. 근세 시기 스페인 제국의 식민지 팽창은 양모 수익을 위험성 높은 모험 자본으로 사용할 수 있었기 때문이다. 영국 역시 적극적으로 양모 생산을 늘렸고 이를 위한 인클로저는 사회 문제가 되기도 하였다. 엘리자베스 1세 시기 양모 무역에 대한 과세가 왕실의 주요 수입원으로 떠오르자 목양은 더욱 장려되어 규모를 늘렸다. 이후 양모 산업은 전세계로 확산되어 아르헨티나를 비롯한 남아메리카 지역과 오스트레일리아 등지에서 경제적 번영을 이끌었다. 아르헨티나는 19세기 팜파스의 목축 산업을 개발하면서 대규모 이민을 받아들였고 경제적 번영을 누렸다. 오스트레일리아 역시 근대적 영농 기법과 함께 양모 생산을 늘렸고 경제 규모를 급속도로 확장시킬 수 있었다. 캐나다의 밀 플랜테이션 산업과 함께 농업 수출품이 경제를 선도하는 이러한 현상은 한 때 "1차재 수출 이론"으로 정립되어 개발도상국의 경제 성장 모델로 소개되었다.
그러나 양모는 20세기 후반 가격 급락과 함께 생산량도 크게 줄었다. 석유화학 공업의 발달로 등장한 합성섬유가 훨씬 낮은 가격으로 양모의 자리를 대체하였기 때문이다. 2019년 기준 폴리에스테르 섬유의 세계 무역량은 5천5백만 톤인데 반해 양모는 1백만 톤에 그쳤다. 이로 인해 양모의 주요 수출국이었던 오스트레일리아, 아르헨티나, 뉴질랜드 등은 큰 경제 충격을 받아야 했다. 특히 육류와 함께 양모를 선도 산업으로 육성하면서 산업 변화에 대한 대처가 늦은 아르헨티나의 경우 1차재 수출 가격 하락으로 인한 경기 침체는 국제 외환 위기, 군부 독재에 의한 사회 갈등, 영국과의 포클랜드 전쟁 패전 등이 겹치면서 큰 사회적 문제가 되었다.
양모 가격 하락에 따른 농업 경제 위기에 대처하기 위해 여러 나라는 목양에 대한 농업 보조금 정책을 실시하고 있고 직물 재료로서의 수요가 떨어진 것을 만회하고자 절연체와 같은 다른 용도의 수요를 키우려고 노력하고 있다. 직물용 양모의 경우 합성수지가 우위를 갖는 굵은 섬유 대신 양모가 여전히 유리한 가는 섬유에 대한 연구를 진행하는 등 틈새 시장을 찾기도 한다. 21세기에 들면서 양은 양모보다 고기 수요가 보다 중요한 요소로 부각되고 있다.
양털가죽은 옷, 신발, 카페트 등을 만드는 소재로 쓰인다. 양고기를 위해 양을 도축하면 양털가죽 역시 부산물로 생산된다. 이 때 함께 나오는 지방분인 탤로로는 초와 비누 등을 만들고, 뼈와 뿔 등으로는 주사위, 단추와 같은 것을 만들 수 있다. 양의 힘줄은 테니스 라켓의 소재로 사용된다.

#### 양털깍기

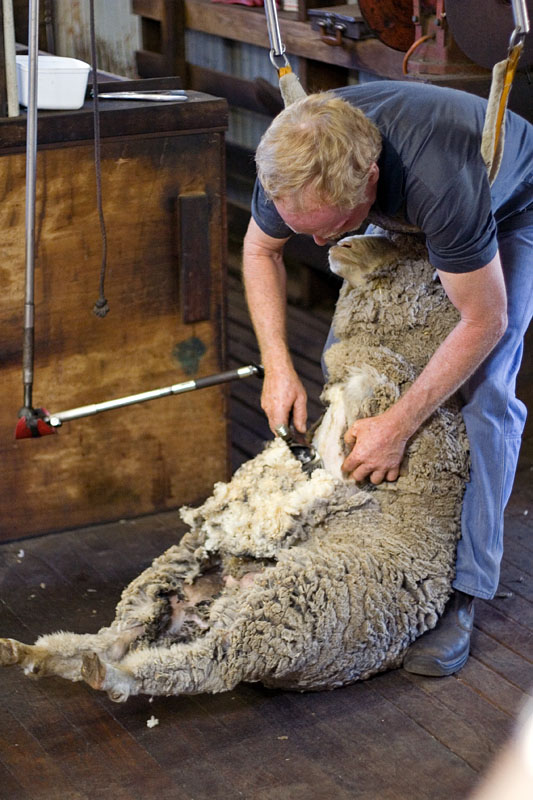
오스트레일리아의 양털깍기

양모를 생산하기 위해 기르는 면양은 주기적으로 양털깍기를 해 주어야 한다. 양털은 주로 봄철에 깍는데 겨울철에는 양이 추위를 이겨내야 하기 때문이다. 오스트레일리아와 같이 오랫동안 면양을 기르고 양털깍기를 해온 나라에서는 양털깍기가 지역 축제로 자리잡았다.
양털은 가위나 털깍기 기계를 이용하여 깍는다. 양은 무리와 떨어지면 불안해 하며 스트레스를 받기 때문에 되도록 무리가 함께 있는 상태에서 한 마리 씩 양털을 깍기위한 우리로 데려가 붙잡은 후 배 부위부터 깍아나가고 그 다음 뒷다리, 앞다리, 등 순서로 깍는다. 숙련된 양털깍기 노동자는 양 한 마리의 양모 전체를 끊김 없이 깍아낼 수 있다.
사람의 필요에 의해 길러지고 털이 깍이는 것이기 때문에 동물권 보호 단체는 양털깍기 과정에서 종종 양이 다치거나 심할 경우 죽는 경우가 있다는 점을 들어 비판한다. 뉴질랜드 정부는 이러한 비판을 받아들여 양과 작업자 모두에게 안전한 양털깍기 가이드를 지정하였다.

### 식품

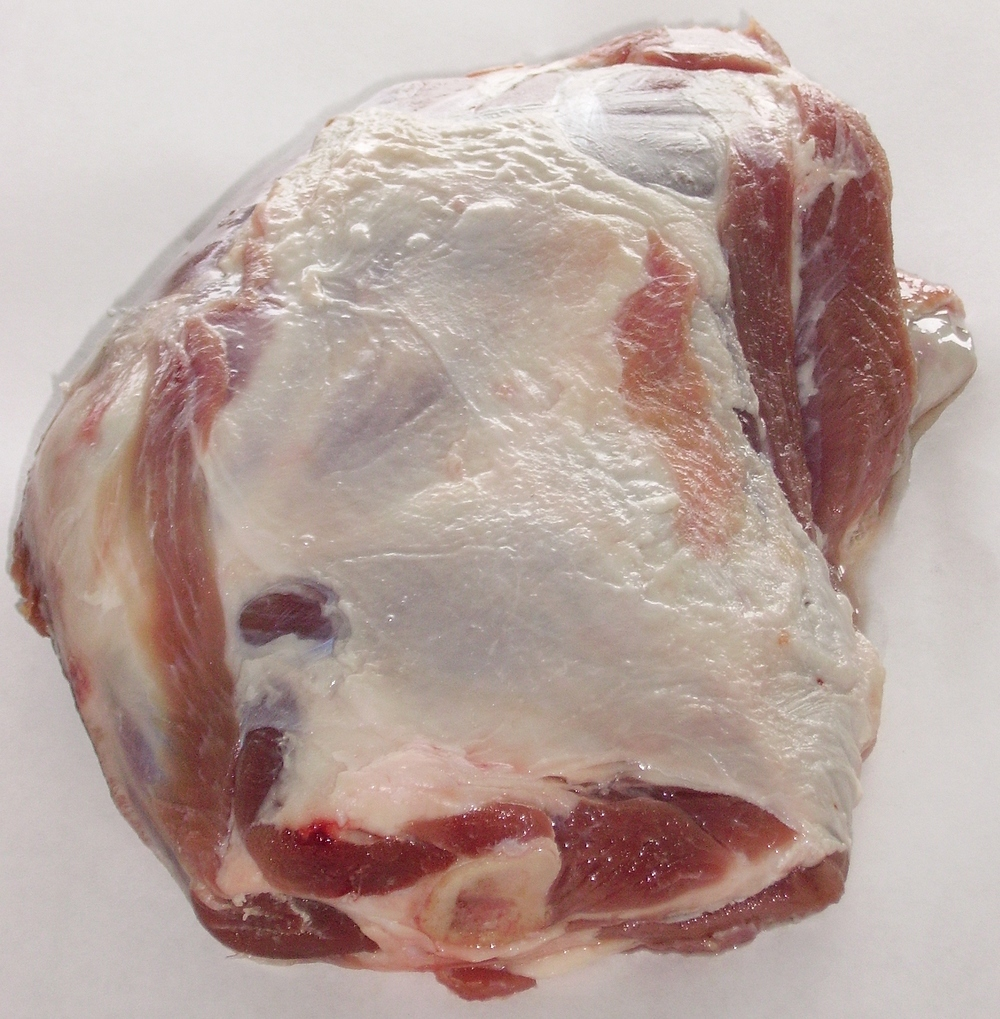
양고기 어깨 부위

양은 수렵채집사회에서 농경사회로 이전하는 시기부터 주요 단백질 공급원 가운데 하나였다. 오늘날 양고기를 위해 도축되는 수는 전세계를 합하여 연간 5억4천만 마리에 달한다. 영어권에서는 1살 이하의 어린 양을 도축한 것을 램(lamb)으로 2년 정도 자란 양의 것을 머튼(mutton)으로 구분하여 부른다.
21세기 들어 양고기가 주로 소비되는 곳은 페르시아만에 접한 아랍 국가들, 뉴질랜드, 오스트레일리아, 그리스, 우르과이, 영국, 아일랜드 등이다. 이들 나라의 연간 1인당 양고기 소비량은 대략 3-18 kg 정도이다. 케밥은 아시아 여러 지역에서 길거리 음식으로 사랑받는다. 이 외에도 유럽에서는 프랑스, 아랍 세계에 속하는 사하라 이북의 아프리카, 카르브해, 인도, 중국 일부에서 양고기 소비가 많다. 중국은 고대 부터 양을 중요한 가축 가운데 하나로 여겼지만 양고기 소비는 그리 크지 않다가 위구르의 촨이 중국 전역으로 유향하게 되면서 양고기 소비가 늘었다. 한국 역시 양을 기르고 먹는 일은 흔하지 않았지만 최근 중국의 촨이 유행하게 되었다. 미국의 경우 양고기는 그리 많은 양이 소비되지는 않아 연간 1인당 0.5 kg 정도로 22 kg에 달하는 돼지고기나 29 kg에 달하는 쇠고기에 비해 매우 적은 양이다.
고기에 비해 양젖은 소비량이 더 적지만, 생유를 마시거나 치즈나 요거트로 가공하여 먹는다. 암양은 젖꼭지가 둘 뿐이어서 소와 달리 젖 생산량이 적다. 양젖은 우유에 비해 지방이 더 많고 무기질도 풍부하여 치즈를 생산하기에 알맞다. 특히 칼슘 함유량이 높다. 불가리아와 그리스의 페타, 스페인의 만체고, 프랑스의 로크포르, 이탈리아의 페코리노 로마노는 양젖으로 만든 치즈이다. 양젖의 양이 부족하기 때문에 원산지 밖에서는 우유를 이용하여 제조법만 같은 치즈에 같은 이름을 붙여 팔기도 한다. 양젖의 유당 함유율은 4.8%로 매우 높은 편이어서 젖당불내증이 있는 사람은 여러 부작용이 있을 수 있다.

### 기타
일부에서는 살아있는 양을 관광자원화 하여 관광 농장을 운영하기도 하고 특이한 품종을 혈통 등록한 뒤 비싼 값에 팔기도 한다. 살아있는 양을 제초용으로 대여해 주는 산업도 생겨났다. 공유지에 난 원치 않는 풀밭을 없앨 때 사람을 고용하기 보다 양떼를 풀어 먹이는 방식이다.
양모 가치 하락과 함께 목양 산업의 수익성도 떨어지긴 하였지만 여전히 다른 가축에 비해 장점이 존재한다. 양은 소와 같은 대형 동물에 비해 축사 비용이 적게 들고 돼지나 닭처럼 집약 농업도 가능하다. 방목지 역시 적게 차지해서 소나 말 한 마리에게 필요한 목초지면 양을 여섯 마리 기를 수 있다.

## 문화

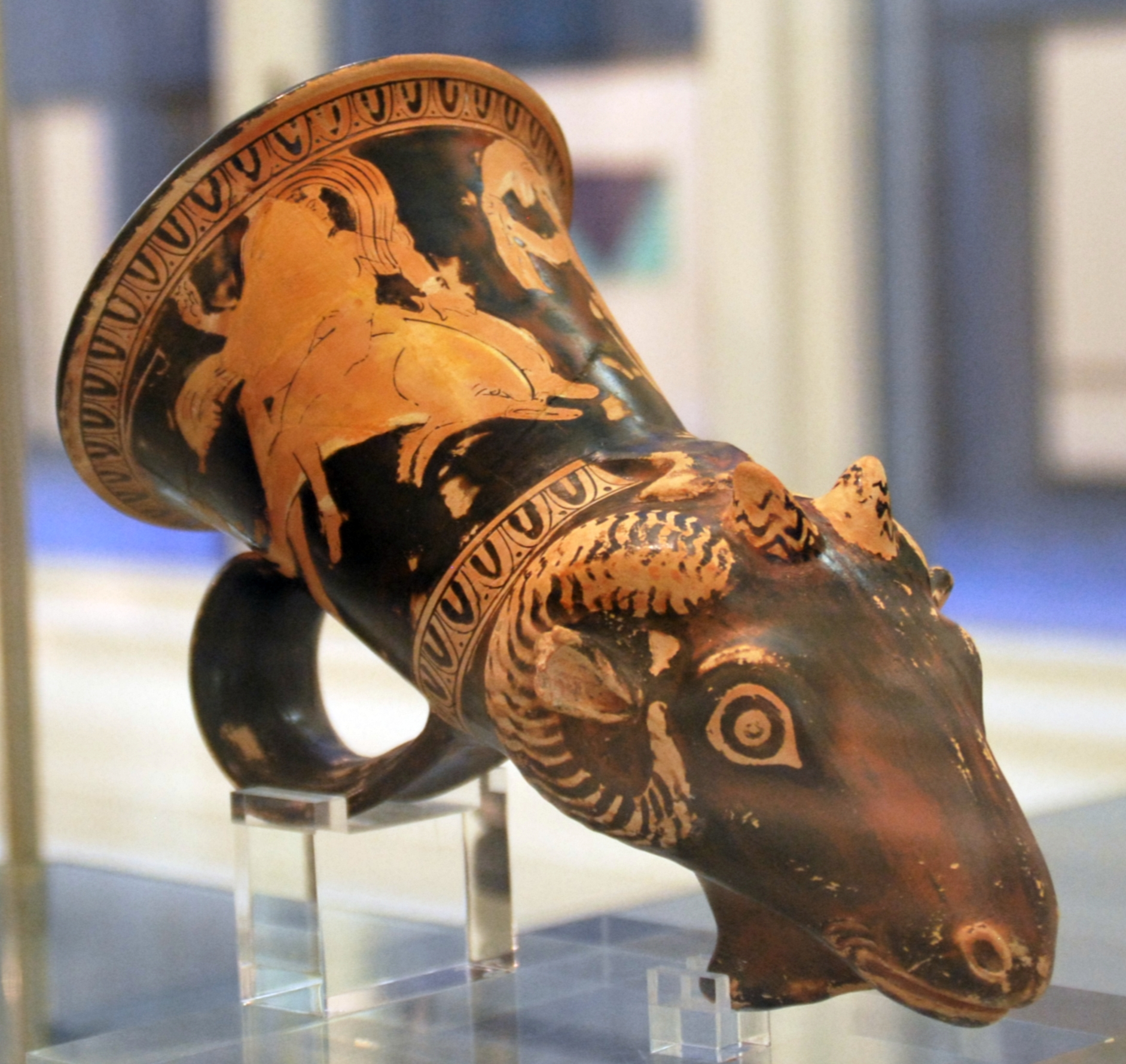
고대 그리스 시기 제작된 양의 머리를 묘사한 각배. 기원전 340년 무렵

양은 여러 문화에서 중요하게 다루어져 왔다. 특히 양이 가축을 대표하는 문화일수록 더 풍부한 관련 문화가 있다. 양은 가축화 초기부터 신앙의 징표로 사용되었다. 신석기 시대 도시 문화인 차탈회위크의 성소 가운데에서는 기원전 8천년 무렵 의례에 사용된 양의 머리뼈가 발견되었다. 이후 인근의 수 많은 문화와 문명들이 양을 번제물로 사용하거나 종교적 의식에 사용했다. 고대 그리스, 고대 유대교, 고대 이집트 종교 등에서 희생양의 사용이 확인된다. 이러한 전통은 기독교에도 이어져 "어린양"은 종종 희생양이 된 그리스도나 양떼와 같이 무리를 이룬 교회에 속한 신자를 비유하는 말이 되었다. 오늘날에도 기독교 성직자의 활동은 종종 "목양"으로 표현된다. 아브라함계 종교에서 시작이 가장 늦은 이슬람 역시 양을 중요하게 여긴다.
동화와 우화 등에서도 양은 자주 다루는 소재이다. 양의 탈을 쓴 늑대와 같은 표현은 겉과 속이 다른 상대를 비난할 때 흔히 쓰이고, 거짓말이 잦은 사람에겐 거짓말쟁이 양치기라고 비난한다. 하는 말이 겉은 번지르르한데 실상은 그렇지 않을 때 양두구육이라고 하기도 한다.
"떳다 떳다 비행기"로 시작되는 동요 《비행기》의 원곡은 미국의 동요 《Mary Had a Little Lamb》이다.
양은 고대 중국을 비롯한 동아시아에서도 중요 가축 가운데 하나였고 십이지에 포함되어 있지만, 실재 동아시아에서 양의 사육이 많은 곳은 몽골로 한국이나 일본의 경우 거의 기르지 않았고 염소와 구별하지도 않았다.

## 과학
양은 동물 실험에서 흔히 사용되는 모델 생물이다. 1996년 복제양 돌리가 태어났고 세계적인 관심을 끌었다.
2008년 양의 게놈이 모두 밝혀져 보고되었다. 이로서 야생 근연종을 비롯한 양속의 동물들과의 관계를 정확히 파악할 수 있게 되었다.

## 같이 보기
- 양속
- 양의 가축화
- 염소 (동물)

## 참고문헌
- Budiansky, Stephen (1999). 《The Covenant of the Wild: Why animals chose domestication》. Yale University Press. ISBN 978-0-300-07993-7.
- Ensminger, M.E.; R.O. Parker (1986). 《Sheep and Goat Science》 Fif판. Danville, IL: The Interstate Printers and Publishers. ISBN 978-0-8134-2464-4.
- Pugh, David G. (2001). 《Sheep & Goat Medicine》. Elsevier Health Sciences. ISBN 978-0-7216-9052-0.
- Simmons, Paula; Carol Ekarius (2001). 《Storey's Guide to Raising Sheep》. North Adams, MA: Storey Publishing. ISBN 978-1-58017-262-2.
- Smith M.S., Barbara; Mark Aseltine; Gerald Kennedy (1997). 《Beginning Shepherd's Manual》 Seco판. Ames, IA: Iowa State University Press. ISBN 978-0-8138-2799-5.
- Weaver, Sue (2005). 《Sheep: small-scale sheep keeping for pleasure and profit》. Irvine, CA: Hobby Farm Press. ISBN 978-1-931993-49-4.
- Wooster, Chuck (2005). 《Living with Sheep: Everything You Need to Know to Raise Your Own Flock》. Geoff Hansen (Photography). Guilford, CT: The Lyons Press. ISBN 978-1-59228-531-0.